# Gustav Puhlmann

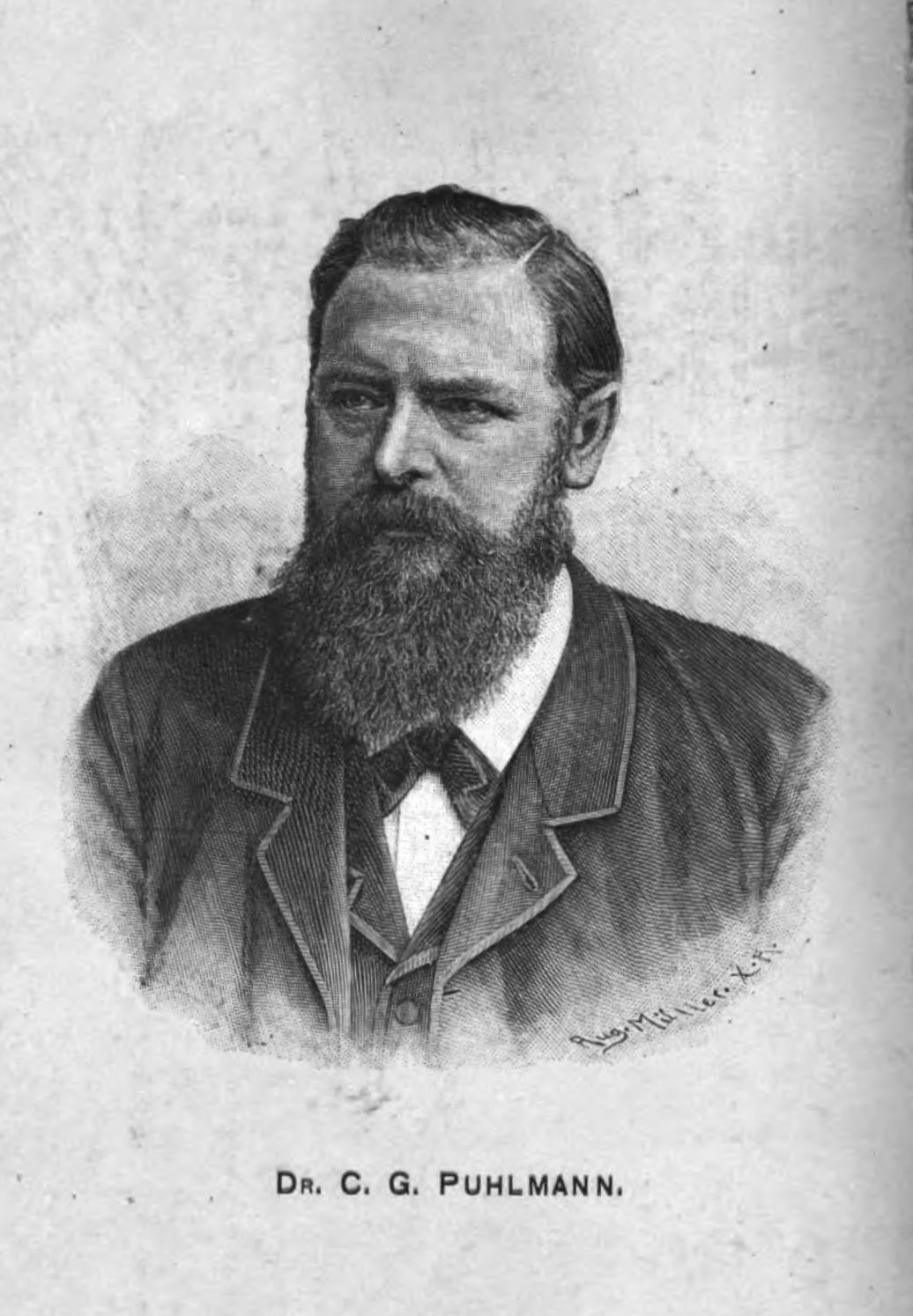
Gustav Puhlmann (Handbuch der homöopathischen Praxis 1894)

Gustav Puhlmann (* 18. Oktober 1840 in Naumburg (Saale); † 2. April 1900 in Oetzsch bei Leipzig) war ein deutscher Homöopath, der sich als Litterarischer Directeur der Homöopathischen Zentralapotheke von Willmar Schwabe sowie als langjähriger Redakteur der Leipziger populären Zeitschrift für Homöopathie maßgeblich zur Verbreitung der Homöopathie in Deutschland beitrug. Einen größeren direkten Einfluss hatte er auch durch sein zweibändiges Lehrbuch der homöopathischen Therapie : nach dem gegenwärtigen Standpunkt der Medicin.

## Leben
Puhlmann war Sohn eines Gerichtsbeamten in Naumburg. Um erste praktische medizinische Erfahrungen zu sammeln, ging Puhlmann nach Köthen, wo im Homöopathischen Krankenhaus des Arthur Lutze – und nicht durch die redaktionelle Mitarbeit in der von diesem herausgegebenen, sozusagenen «hauseigenen» Fliegenden Blätter für Homöopathie, genannt Hahnemannia seine Begeisterung für die homöopathische Heilkunde geweckt wurde. Trotz der relativen Mittellosigkeit entschloss sich Puhlmann in Leipzig und Berlin Medizin zu studieren, musste dieses Studium aber aus Geldmangel abbrechen.
Nach dem abgebrochenen Studium ging er nach Leipzig, wo er zum 1. Oktober 1871 von Willmar Schwabe, dem Inhaber der Homöopathischen Zentralapotheke, der eine rege publizistische Tätigkeit entfaltete, um die Homöopathie und damit auch den Verkauf der von ihm hergestellten homöopathischen Arzneimittel zu befördern, mit der Redaktion der Leipziger populären Zeitschrift für Homöopathie beauftragt wurde. In den 28 Jahren (Jahrgänge 1871–1899) entwickelte sich die Zeitschrift zu einer der meistgelesenen homöopathischen Zeitschriften in Deutschland. Dies ist vor allem auch seiner rationalen und naturwissenschaftlich-kritischen Haltung zu verdanken, wodurch der die Populäre weniger zum sonst üblichen propagandistischen Sprachrohr benutzte, sondern viel mehr dafür sorgte, dass sie eine sehr sachliche Ausrichtung bekam und dass zugleich Problematisches und Unbewiesenes nicht zur Veröffentlichung kam. Bezüglich der Potenzierung der homöopathischen Mittel, also dem Grad ihrer Verdünnung, vertrat er die Ansicht, dass eine hohe Potenz, also vielfache Verdünnung, letztlich das Mittel unwirksam mache oder zumindest dafür sorge, dass mit hochpotenzierten Mitteln erreichte Heilerfolge nicht mehr nachgewiesen werden könnten.
Der Erfolg der Leipziger Populären Zeitschrift für Homöopathie war auch der Nähe zur vom Homöopathischen Zentralverein geführten homöopathischen Poliklinik (auch Willmar Schwabes Poliklinik genannt) zu verdanken, die eine der bedeutendsten Ausbildungsstätten für Homöopathen in Deutschland wurde.
Neben seiner Tätigkeit als Redakteur der Leipziger Populären Zeitschrift für Homöopathie war Puhlmann auch für die verlagsseitige Betreuung des reichhaltigen, vom Verlag der Homöopathischen Zentralapotheke vertriebenen homöopathischen Schrifttums zuständig. Daneben trat er aber auch als Autor eigener Werke hervor.
Das von ihm verfasste Homöopathische Vademecum erreichte in allen Auflagen und Sprachversionen zusammen eine Auflage von fast einer Million Exemplare. Eine ähnlich große Verbreitung erfuhr sein nach den besten deutschen und englischen Werken bearbeitetes Lehrbuch der homöopathischen Therapie : nach dem gegenwärtigen Standpunkt der Medicin, das ab 1876 in mindestens 8 Auflagen, auch posthum noch, erschien und in mehrere Sprachen übersetzt wurde.
Zusammen mit einigen anderen homöopathischen Ärzten schuf er schließlich im Sinne der Zeit ein im Jahre 1894 erstmals erschienenes Handbuch der homöopathischen Praxis, womit er für die Homöopathie den Versuch unternahm sie als eine der modernen medizinischen Hilfswissenschaften darzustellen, die naturwissenschaftlich-medizinischen Anforderungen genüge.
Puhlmann trat auch mit Beiträgen in der Allgemeinen homöopathischen Zeitung hervor und war ferner Subredakteur der Internationalen homöopathischen Presse, die von Dr. Clotar Müller herausgegeben wurde.
Neben all diesem redaktionell-publikatorischen Wirken war Puhlmann über 15 Jahre Assistenzarzt unter Carl Heinigke an der vom Homöopathischen Zentralverein in Leipzig geführten homöopathischen Poliklinik. Hier begleitete er mehrere Arzneimittel- und Potenzierungstests, durch die Heinigke bekannt wurde, und leitete auch zahlreiche angehende Homöopathen im Selbst-Dispensieren der homöopathischen Arzneimittel an.
Dr. Puhlmann gilt als einflussreicher Vertreter der von Paul Wolf und Philipp Wilhelm Ludwig Grießelich propagierten naturwissenschaftlich-kritische Richtung in der Homöopathie, was ihn in eine Linie setzt mit seinen Zeitgenossen Clotar Müller, Bernhard Hirschel oder Theodor von Bakody setzte.
Im Juli 1898 erlitt Puhlmann einen Schlaganfall mit halbseitiger Lähmung, weswegen er auch sämtliche redaktionellen Aufgaben abgab.
Er starb am Morgen des 2. April 1900 in Oetzsch bei Leipzig, wohin er gerade 14 Tage vorher übergesiedelt war, in Folge eines erneuten und heftigen apoplektischen Anfalls und wurde am 5. April 1900 beigesetzt.

## Werke
- Handbuch der homöopathischen Praxis : Anleitung zur klinischen Untersuchung Kranker und zu deren Behandlung nach homöopathischen und diätetischen Grundsätzen ; mit besonderer Berücksichtigung der in den Tropen vorkommenden Krankheitsformen. Leipzig: Schwabe 1894
  - 1. Aufl. 1894
  - 2 wesentlich verm. und umgearb. Aufl. u.d.T. Dr. Puhlmanns Handbuch der homöopathischen Praxis, bearb. von Theodor Hengstebeck. Leipzig: Schwabe: 1901 (755 S.)
  - 3. Aufl. u.d.T. Dr. Puhlmanns Handbuch der homöopathischen Praxis, bearb. von Theodor Hengstebeck. Leipzig: Schwabe: 1920

- Kleiner homöopathischer Hausarzt für den Familiengebrauch: Nach den besten deutschen und englischen Werken bearb. von einem praktischen Arzte. Leipzig : Willmar Schwabe 1880

- Lehrbuch der homöopathischen Therapie : nach dem gegenwärtigen Standpunkt der Medicin unter Benutzung der neueren homöopathischen Literatur des In- und Auslandes, nebst einem Abriss der Anatomie und Physiologie des Menschen und einer Anleitung zur klinischen Krankenuntersuchung und Diagnostik, sowie zur Krankenpflege und Diätetik, bearbeitet für angehende Ärzte und gebildete Nichtärzte. Leipzig : Willmar Schwabe
  - 1. Aufl. 1876–77
  - 3. vermehrte und verbesserte Aufl. 1882
  - 4. vermehrte und verbesserte Aufl. 1887
  - 5. vermehrte und verbesserte Aufl. 1891
  - 6. vermehrte und verbesserte Aufl. 1899
  - 8. vermehrte und verbesserte Aufl. 1915–1917
  - poln. Übersetzung u.d.T. Maly homeopatyczny lekarz domowy : w prowadzenia w praktyozna homeopatje przy podaniu charakterystyki 60 waznych homeopatyoznych árodków, opracowal dr. Gustav Puhlmann. Leipzig : Homöopathische Zentralapotheke / Lipsk : Homeopatyczna centralna apteka dr. Schwabe (1919)